# Sundtjärnarna (Jokkmokks socken, Lappland, 735934-169555)
Sundtjärnarna är en sjö i Jokkmokks kommun i Lappland och ingår i Luleälvens huvudavrinningsområde. Sjön har en area på 0,0443 kvadratkilometer och ligger 301,1 meter över havet.

## Delavrinningsområde
Sundtjärnarna ingår i det delavrinningsområde (735812-169831) som SMHI kallar för Ovan Nottjärnbäcken. Medelhöjden är 349 meter över havet och ytan är 28,43 kvadratkilometer. Räknas de 2 avrinningsområdena uppströms in blir den ackumulerade arean 91,41 kvadratkilometer. Bodträskån (Jåkkåjaurebäcken) som avvattnar avrinningsområdet har biflödesordning 2, vilket innebär att vattnet flödar genom totalt 2 vattendrag innan det når havet efter 150 kilometer. Avrinningsområdet består mestadels av skog (76 procent) och sankmarker (12 procent). Avrinningsområdet har 0,49 kvadratkilometer vattenytor vilket ger det en sjöprocent på 1,7 procent.